# L'Île-d'Yeu
L'Île-d'Yeu és un municipi francès situat al departament de Vendée i a la regió de País del Loira. L'any 2007 tenia 4.906 habitants.

## Demografia

### Població
El 2007 la població de fet de L'Île-d'Yeu era de 4.906 persones. Hi havia 2.083 famílies de les quals 646 eren unipersonals (207 homes vivint sols i 439 dones vivint soles), 631 parelles sense fills, 700 parelles amb fills i 106 famílies monoparentals amb fills.
La població ha evolucionat segons el següent gràfic:
Habitants censats

### Habitatges
El 2007 hi havia 5.395 habitatges, 2.095 eren l'habitatge principal de la família, 3.182 eren segones residències i 118 estaven desocupats. 5.004 eren cases i 252 eren apartaments. Dels 2.095 habitatges principals, 1.581 estaven ocupats pels seus propietaris, 439 estaven llogats i ocupats pels llogaters i 75 estaven cedits a títol gratuït; 148 tenien una cambra, 162 en tenien dues, 406 en tenien tres, 688 en tenien quatre i 690 en tenien cinc o més. 1.304 habitatges disposaven pel capbaix d'una plaça de pàrquing. A 1.116 habitatges hi havia un automòbil i a 528 n'hi havia dos o més.

### Piràmide de població
La piràmide de població per edats i sexe el 2009 era:
| Homes | Edats   | Dones |
| ----- | ------- | ----- |
| 4     | 95 o +  | 4     |
| 12    | 90 a 94 | 40    |
| 28    | 85 a 89 | 52    |
| 28    | 80 a 84 | 60    |
| 72    | 75 a 79 | 144   |
| 80    | 70 a 74 | 116   |
| 132   | 65 a 69 | 164   |
| 112   | 60 a 64 | 144   |
| 172   | 55 a 59 | 108   |
| 136   | 50 a 54 | 164   |
| 132   | 45 a 49 | 128   |
| 168   | 40 a 44 | 172   |
| 184   | 35 a 39 | 164   |
| 200   | 30 a 34 | 184   |
| 180   | 25 a 29 | 216   |
| 112   | 20 a 24 | 72    |
| 140   | 15 a 19 | 144   |
| 180   | 10 a 14 | 124   |
| 164   | 5 a 9   | 156   |
| 120   | 0 a 4   | 84    |

## Economia
El 2007 la població en edat de treballar era de 3.066 persones, 2.122 eren actives i 944 eren inactives. De les 2.122 persones actives 1.849 estaven ocupades (1.066 homes i 783 dones) i 273 estaven aturades (106 homes i 167 dones). De les 944 persones inactives 380 estaven jubilades, 171 estaven estudiant i 393 estaven classificades com a «altres inactius».

### Ingressos
El 2009 a L'Île-d'Yeu hi havia 2.126 unitats fiscals que integraven 5.009 persones, la mediana anual d'ingressos fiscals per persona era de 17.353 €.

### Activitats econòmiques
Dels 401 establiments que hi havia el 2007, 4 eren d'empreses extractives, 14 d'empreses alimentàries, 3 d'empreses de fabricació de material elèctric, 16 d'empreses de fabricació d'altres productes industrials, 83 d'empreses de construcció, 93 d'empreses de comerç i reparació d'automòbils, 12 d'empreses de transport, 39 d'empreses d'hostatgeria i restauració, 5 d'empreses d'informació i comunicació, 16 d'empreses financeres, 25 d'empreses immobiliàries, 48 d'empreses de serveis, 13 d'entitats de l'administració pública i 30 d'empreses classificades com a «altres activitats de serveis».
Dels 126 establiments de servei als particulars que hi havia el 2009, 1 era una oficina d'administració d'Hisenda pública, 1 gendarmeria, 1 oficina de correu, 4 oficines bancàries, 6 tallers de reparació d'automòbils i de material agrícola, 1 taller d'inspecció tècnica de vehicles, 1 establiment de lloguer de cotxes, 28 paletes, 10 guixaires pintors, 14 fusteries, 3 lampisteries, 10 electricistes, 5 empreses de construcció, 10 perruqueries, 3 veterinaris, 18 restaurants, 4 agències immobiliàries, 2 tintoreries i 4 salons de bellesa.
Dels 54 establiments comercials que hi havia el 2009, 2 eren supermercats, 2 grans superfícies de material de bricolatge, 4 botiges de menys de 120 m², 10 fleques, 3 carnisseries, 3 peixateries, 3 llibreries, 10 botigues de roba, 1 una botiga d'equipament de la llar, 2 sabateries, 4 botigues d'electrodomèstics, 1 una botiga de mobles, 4 botigues de material esportiu, 2 drogueries, 1 una joieria i 2 floristeries.
L'any 2000 a L'Île-d'Yeu hi havia 10 explotacions agrícoles que ocupaven un total de 76 hectàrees.

## Equipaments sanitaris i escolars
El 2009 hi havia 1 hospital de tractaments de curta durada, 1 hospital de tractaments de mitja durada (seguiment i rehabilitació), 1 un hospital de tractaments de llarga durada i 2 farmàcies.
El 2009 hi havia 2 escoles maternals i 3 escoles elementals. L'Île-d'Yeu disposava de 2 col·legis d'educació secundària amb 193 alumnes.

## Poblacions més properes
El següent diagrama mostra les poblacions més properes.